# Цайзель, Приска
Приска Цайзель (нем. Prisca Zeisel; род. 8 мая 1995, Вена) — австрийская артистка балета, бывшая солистка Баварского балета (Мюнхен), с сентября 2023 года — прима-балерина Михайловского театра (Санкт-Петербург).

## Биография
Родилась в Вене в многодетной семье (у Приски четыре брата). В детстве занималась художественной гимнастикой, в возрасте трёх лет участвовала в первых соревнованиях. В 2005 году поступила в балетную школу Венской оперы, где училась до 15 лет. Затем в течение года училась в Академии принцессы Грейс (Монте-Карло) и в Центре танца Розеллы Хайтауэр в Каннах (Франция).
В 2011 году была принята в балетную труппу Венской оперы. В течение шести лет танцевала в Вене, была на положении деми-солистки. Осенью 2016 года перешла работать в Баварский государственный балет (Мюнхен). В этот период новый руководитель балета Игорь Зеленский кардинально обновлял состав труппы и взял девушку сразу на положение солистки.
Дебютировала на мюнхенской сцене в партии Мирты в балете «Жизель» (Жизель — Наталья Осипова, Альберт — Сергей Полунин). В декабре 2016 года участвовала в первой постановке Игоря Зеленского в труппе — балете Юрия Григоровича «Спартак», исполнив вслед за Натальей Осиповой и Ксенией Рыжковой партию Эгины (Красс — Матей Урбан). Готовилась к спектаклям под руководством супруги Зеленского Яны Серебряковой.
В марте 2017 года была выдвинута на положение первой солистки, а в сентябре 2019 года была объявлена прима-балериной театра.
Летом 2023 года вопреки рекомендации руководства Баварской оперы предприняла поездку в Севастополь (Крым), где 26 июля приняла участие в гала-концерте Севастопольского театра оперы и балета с участием российских звёзд балета — концерт, открывавший VII фестиваль оперы и балета «Херсонес», состоялся в музее-заповеднике «Херсонес Таврический» и был приурочен к 240-летию города. Артистка в дуэте с Дмитрием Соболевским исполнила дуэт «Барокко» на музыку Антонио Вивальди в хореографии Антона Пимонова и па-де-де из балета «Дон Кихот».
Вернувшись в Германию, после нескольких раундов переговоров с руководством Баварской оперы, уволилась из театра по собственному желанию. 15 сентября губернатор Севастополя Михаил Развожаев назвал сумасшествием давление на австрийскую балерину после её выступления на гала-концерте в Севастополе и выразил уверенность, что в ближайшее время ей поступит достойное предложение от ведущих театров России.
В сезоне 2023/24 по приглашению Владимира Кехмана стала прима-балериной Михайловского театра.
17 ноября 2023 года приняла участие в Форуме объединённых культур в Санкт-Петербурге, где задала президенту России Владимиру Путину вопрос: «Как бы вы хотели поступить с окном, которое прорубил в Европу Пётр I? Закрыть совсем или открыть?».

## Репертуар

### Баварский балет
- Мирта, «Жизель» Питера Райта
- Эгина, «Спартак» Юрия Григоровича
- Эффи, «Сильфида» Пьера Лакотта
- Повелительница дриад, «Дон Кихот» Рудольфа Нуриева
- Гамзатти, затем Никия — «Баядерка» Патриса Бара
- Кармен, «Кармен» Томаша Роде
- Бетси, «Анна Каренина» Кристиана Шпука